# Patrice Abanda
Patrice Abanda Etong (ur. 3 sierpnia 1978 w Jaunde), wzrost: 185 cm, waga: 82 kg, kameruński piłkarz, występował na pozycji obrońcy.

## Kariera klubowa
Swoją karierę zaczynał w Tonnerre Jaunde, z którym w 1997 roku zajął siódme miejsce, a rok później trzecie. Dostrzegli go działacze greckiego Apollonu Kalamaria i Abanda zmienił barwy klubowe. Grał tam przez dwa sezony, a następnie wyjechał do Czech. Jego pierwszym klubem w tym kraju była Sparta Praga. W sezonie 2000/2001 i 2002/2003 zdobył mistrzostwo kraju, a w sezonie 2003/2004 Puchar kraju. Następnie odszedł do innego czeskiego klubu, o nazwie 1. FK Drnovice, gdzie rozegrał 12 meczów, a po sezonie po raz kolejny zmienił otoczenie. Tym razem na FK Teplice, gdzie z kolei wystąpił w 9 meczach.
Na sezon 2006/2007 postanowił wyjechać z Czech i zmienił drużynę na mało znany, albański KS Besa Kavajë, gdzie grał z rodakiem François Endene'em Elokanem. W 2007 roku zakończył karierę.

## Kariera reprezentacyjna
Został powołany do kadry Kamerunu na Mistrzostwa Świata 1998, jednak nie zagrał na nich ani minuty, a „Nieposkromione Lwy” odpadły z turnieju już w fazie grupowej. W 2000 roku grał na Igrzyskach Olimpijskich w Sydney, kiedy to Kamerun pokonał Hiszpanię 5:3 w karnych, 2:2 w regulaminowym czasie. Warto dodać, że piłkarze z Afryki przegrywali 2:0 i musieli odrabiać straty, co doskonale im się udało. Zwycięskiego karnego, dającego Kameruńczykom złoty medal, na bramkę zamienił Pierre Womé.

## Kariera w liczbach
| Sezon   | Klub              | Kraj    | Flaga   | Rozgrywki           | Mecze | Bramki |
| ------- | ----------------- | ------- | ------- | ------------------- | ----- | ------ |
| 1997    | Tonnerre Jaunde   | Kamerun | Kamerun | Première Division   | ?     | ?      |
| 1998    | Tonnerre Jaunde   | Kamerun | Kamerun | Première Division   | ?     | ?      |
| 1998/99 | Apollon Kalamaria | Grecja  | Grecja  | Alpha Ethniki       | ?     | ?      |
| 1999/00 | Apollon Kalamaria | Grecja  | Grecja  | Alpha Ethniki       | ?     | ?      |
| 2000/01 | Sparta Praga      | Czechy  | Czechy  | Gambrinus Liga      | 10    | 0      |
| 2001/02 | Sparta Praga      | Czechy  | Czechy  | Gambrinus Liga      | 0     | 0      |
| 2002/03 | Sparta Praga      | Czechy  | Czechy  | Gambrinus Liga      | 0     | 0      |
| 2003/04 | Sparta Praga      | Czechy  | Czechy  | Gambrinus Liga      | 1     | 0      |
| 2004/05 | 1. FK Drnovice    | Czechy  | Czechy  | Gambrinus Liga      | 12    | 0      |
| 2005/06 | FK Teplice        | Czechy  | Czechy  | Gambrinus Liga      | 9     | 0      |
| 2006/07 | Besa Kavajë       | Albania | Albania | Kategoria Superiore | 29    | 0      |